# بيير ديلبيه
بيير ديلبيه (بالفرنسية: Pierre Delbet) هو طبيب وجراح وعالم فرنسي وُلد في 15 نوفمبر 1861 في إقليم ميز بفرنسا، وتوفي في 17 يوليو 1957 في باريس. كان من أبرز الشخصيات في الطب الفرنسي في أواخر القرن التاسع عشر وبداية القرن العشرين، واشتهر بأعماله في مجال جراحة الحرب وبحوثه حول المغنيسيوم وتأثيره على الصحة.

## المسيرة المهنية
بدأ ديلبيه مسيرته كجراح في البحرية الفرنسية، ثم عمل في مستشفى بريست البحري. لاحقًا، أصبح أستاذًا في كلية الطب في باريس. وخلال الحرب العالمية الأولى، طوّر طرقًا جديدة لتعقيم الجروح، حيث كان من أوائل من شككوا في فاعلية المحاليل المطهرة التقليدية على الجروح المفتوحة.
اقترح استخدام محلول كلوريد المغنيسيوم بدلًا من المطهرات القوية، بعد أن لاحظ أن هذه الأخيرة قد تضر بالخلايا السليمة وتبطئ عملية الشفاء.

## أبحاث المغنيسيوم
أصبح ديلبيه أحد أبرز المدافعين عن الفوائد الصحية للمغنيسيوم، ونشر عددًا من الكتب والمقالات التي تناولت أثره على مناعة الجسم والوقاية من الشيخوخة. وقد ربط بين النقص في المغنيسيوم والإصابة بالأمراض المزمنة، وكان من أوائل من دعوا إلى تعميم استخدامه كمكمل غذائي.

## أعماله
من أشهر مؤلفاته:
- Politique préventive du cancer (السياسة الوقائية ضد السرطان)
- L’Hygiène du système nerveux (صحة الجهاز العصبي)
- Le Magnésium – دراسة علمية حول المغنيسيوم وتأثيره على الصحة

## الاهتمامات الفكرية
كان ديلبيه أيضًا مهتمًا بالفلسفة والروحانيات، وقد كتب في موضوعات تتعلق بالعلاقة بين العلم والحياة النفسية، كما عبّر عن أفكار غير تقليدية في نظرته للطب الشمولي.

## وفاته
توفي في باريس في 17 يوليو 1957 عن عمر ناهز 95 عامًا، بعد حياة حافلة بالعطاء العلمي والطبي.